# 原发性疱疹性龈口炎
原发性疱疹性龈口炎是由单纯疱疹病毒（HSV-1）引發的牙龈病以及口腔炎 。相對於其他人群，儿童更容易罹患這種疾病。大多數感染者不會出現明顯症狀，只有約10%的患者可能出現嚴重症狀。病发前患者可能会出现发热、食欲不振、烦躁、不適和頭痛等症狀。病发時會出現大量水泡，而且这些水泡會迅速破裂並形成溃疡。在發病的同時病人還會出現口臭以及拒绝饮水。 